# Saison 2018-2019 des 76ers de Philadelphie
La saison 2018-2019 des 76ers de Philadelphie est la 80e saison de la franchise en National Basketball Association (NBA).

## Draft
| Tour | Choix | Joueur               | Poste | Nationalité | Provenance                |
| ---- | ----- | -------------------- | ----- | ----------- | ------------------------- |
| 1    | 10    | Mikal Bridges        | SF    | États-Unis  | Wildcats de Villanova     |
| 1    | 26    | Landry Shamet        | PG    | États-Unis  | Shockers de Wichita State |
| 2    | 38    | Khyri Thomas         | SG    | États-Unis  | Bluejays de Creighton     |
| 2    | 39    | Isaac Bonga          | SF    | Allemagne   | Francfort Skyliners       |
| 2    | 56    | Ray Spalding         | PF    | États-Unis  | Cardinals de Louisville   |
| 2    | 60    | Kóstas Antetokoúnmpo | SF/PF | Grèce       | Flyers de Dayton          |

## Matchs

### Summer League
| Summer League Total: 2-4 |

| Match | Date match | Équipe      | Score   | Meilleur marqueur     | Meilleur rebondeur   | Meilleur passeur      | Lieux                | Série |
| ----- | ---------- | ----------- | ------- | --------------------- | -------------------- | --------------------- | -------------------- | ----- |
| 1     | 6 juillet  | Boston      | D 89-95 | Furkan Korkmaz (40)   | Isaiah Miles (8)     | Demetrius Jackson (6) | Thomas & Mack Center | 0 - 1 |
| 2     | 7 juillet  | L.A. Lakers | D 79-96 | Zhaire Smith (16)     | Isaiah Miles (11)    | Demetrius Jackson (5) | Thomas & Mack Center | 0 - 2 |
| 3     | 9 juillet  | Washington  | D 75-87 | Chris McCullough (20) | Jonah Bolden (9)     | Demetrius Jackson (4) | Thomas & Mack Center | 0 - 3 |
| 4     | 12 juillet | Phoenix     | V 88-86 | Isaiah Miles (20)     | Askia Booker (7)     | Askia Booker (6)      | Thomas & Mack Center | 1 - 3 |
| 5     | 14 juillet | Milwaukee   | V 91-89 | Furkan Korkmaz (19)   | Jonah Bolden (8)     | Demetrius Jackson (5) | Thomas & Mack Center | 2 - 3 |
| 6     | 15 juillet | Memphis     | D 73-82 | Furkan Korkmaz (18)   | Chris McCullough (7) | Zhaire Smith (4)      | Thomas & Mack Center | 2 - 4 |

### Pré-saison
| Pré-saison Total: 2-0 (Domicile: 2-0; Extérieur: 0-0) |

| Match | Date match   | Équipe    | Score     | Meilleur marqueur | Meilleur rebondeur  | Meilleur passeur    | Lieux                       | Série |
| ----- | ------------ | --------- | --------- | ----------------- | ------------------- | ------------------- | --------------------------- | ----- |
| 1     | 28 septembre | Melbourne | V 104-84  | Joel Embiid (20)  | Joel Embiid (10)    | Ben Simmons (14)    | Wells Fargo Center          | 1 - 0 |
| 2     | 1er octobre  | Orlando   | V 120-114 | Joel Embiid (21)  | Embiid, Muscala (7) | Ben Simmons (7)     | Wells Fargo Center          | 2 - 0 |
| 3     | 5 octobre    | Dallas    | V 120-114 | J. J. Redick (28) | Joel Embiid (10)    | Ben Simmons (10)    | Mercedes-Benz Arena         | 3 - 0 |
| 4     | 8 octobre    | Dallas    | D 112-115 | Joel Embiid (29)  | Ben Simmons (9)     | Redick, Simmons (6) | Shenzhen Universiade Center | 3 - 1 |

### Saison régulière
| Saison régulière Total: 51-31 (Domicile: 31-10; Extérieur: 20-21) |

| Match | Date match | Équipe      | Score          | Meilleur marqueur | Meilleur rebondeur | Meilleur passeur    | Lieux                | Série |
| ----- | ---------- | ----------- | -------------- | ----------------- | ------------------ | ------------------- | -------------------- | ----- |
| 1     | 16 octobre | @ Boston    | D 87-105       | Joel Embiid (23)  | Ben Simmons (15)   | Ben Simmons (8)     | TD Garden            | 0 - 1 |
| 2     | 18 octobre | Chicago     | V 127-108      | Joel Embiid (30)  | Ben Simmons (13)   | Ben Simmons (11)    | Wells Fargo Center   | 1 - 1 |
| 3     | 20 octobre | Orlando     | V 116-115      | Joel Embiid (32)  | Joel Embiid (10)   | Markelle Fultz (7)  | Wells Fargo Center   | 2 - 1 |
| 4     | 23 octobre | @ Détroit   | D 132-133 (OT) | Joel Embiid (33)  | Joel Embiid (11)   | T. J. McConnell (8) | Little Caesars Arena | 2 - 2 |
| 5     | 24 octobre | @ Milwaukee | D 108-123      | Joel Embiid (30)  | Joel Embiid (19)   | Ben Simmons (11)    | Fiserv Forum         | 2 - 3 |
| 6     | 27 octobre | Charlotte   | V 105-103      | Joel Embiid (27)  | Joel Embiid (14)   | Markelle Fultz (4)  | Wells Fargo Center   | 3 - 3 |
| 7     | 29 octobre | Atlanta     | V 113-92       | Ben Simmons (21)  | Ben Simmons (12)   | Ben Simmons (9)     | Wells Fargo Center   | 4 - 3 |
| 8     | 30 octobre | @ Toronto   | D 112-129      | Joel Embiid (31)  | Joel Embiid (11)   | Ben Simmons (10)    | Scotiabank Arena     | 4 - 4 |

| Match | Date match   | Équipe              | Score          | Meilleur marqueur | Meilleur rebondeur   | Meilleur passeur    | Lieux                   | Série  |
| ----- | ------------ | ------------------- | -------------- | ----------------- | -------------------- | ------------------- | ----------------------- | ------ |
| 9     | 1er novembre | L.A. Clippers       | V 122-113      | Joel Embiid (41)  | Joel Embiid (13)     | Ben Simmons (11)    | Wells Fargo Center      | 5 - 4  |
| 10    | 3 novembre   | Détroit             | V 109-99       | Joel Embiid (39)  | Joel Embiid (17)     | Ben Simmons (5)     | Wells Fargo Center      | 6 - 4  |
| 11    | 4 novembre   | @ Brooklyn          | D 97-122       | Ben Simmons (20)  | Joel Embiid (15)     | Joel Embiid (4)     | Barclays Center         | 6 - 5  |
| 12    | 7 novembre   | @ Indiana           | V 100-94       | Joel Embiid (20)  | Embiid, Simmons (10) | Ben Simmons (8)     | Bankers Life Fieldhouse | 7 - 5  |
| 13    | 9 novembre   | Charlotte           | V 133-132 (OT) | Joel Embiid (42)  | Joel Embiid (18)     | Ben Simmons (13)    | Wells Fargo Center      | 8 - 5  |
| 14    | 10 novembre  | @ Memphis           | D 106-112 (OT) | J. J. Redick (20) | Joel Embiid (16)     | T. J. McConnell (7) | FedExForum              | 8 - 6  |
| 15    | 12 novembre  | @ Miami             | V 124-114      | Joel Embiid (35)  | Joel Embiid (18)     | Ben Simmons (7)     | American Airlines Arena | 9 - 6  |
| 16    | 14 novembre  | @ Orlando           | D 106-111      | J. J. Redick (22) | Joel Embiid (13)     | Joel Embiid (10)    | Amway Center            | 9 - 7  |
| 17    | 16 novembre  | Utah                | V 113-107      | Jimmy Butler (28) | Ben Simmons (8)      | Ben Simmons (8)     | Wells Fargo Center      | 10 - 7 |
| 18    | 17 novembre  | @ Charlotte         | V 122-119 (OT) | Joel Embiid (33)  | Embiid, Simmons (11) | Ben Simmons (9)     | Spectrum Center         | 11 - 7 |
| 19    | 19 novembre  | Phoenix             | V 119-114      | Joel Embiid (33)  | Joel Embiid (17)     | Ben Simmons (9)     | Wells Fargo Center      | 12 - 7 |
| 20    | 21 novembre  | La Nouvelle-Orléans | V 121-120      | Joel Embiid (31)  | Joel Embiid (19)     | Ben Simmons (7)     | Wells Fargo Center      | 13 - 7 |
| 21    | 22 novembre  | Cleveland           | D 112-121      | Joel Embiid (24)  | Joel Embiid (12)     | Ben Simmons (10)    | Wells Fargo Center      | 13 - 8 |
| 22    | 25 novembre  | @ Brooklyn          | V 127-125      | Jimmy Butler (34) | Butler, Embiid (12)  | Ben Simmons (9)     | Barclays Center         | 14 - 8 |
| 23    | 28 novembre  | New York            | V 117-91       | Joel Embiid (26)  | Joel Embiid (14)     | Embiid, Simmons (7) | Wells Fargo Center      | 15 - 8 |
| 24    | 30 novembre  | Washington          | V 123-98       | Joel Embiid (16)  | Joel Embiid (15)     | Ben Simmons (10)    | Wells Fargo Center      | 16 - 8 |

| Match | Date match  | Équipe        | Score          | Meilleur marqueur    | Meilleur rebondeur | Meilleur passeur    | Lieux                   | Série   |
| ----- | ----------- | ------------- | -------------- | -------------------- | ------------------ | ------------------- | ----------------------- | ------- |
| 25    | 2 décembre  | Memphis       | V 103-95       | J. J. Redick (24)    | Joel Embiid (14)   | Ben Simmons (6)     | Wells Fargo Center      | 17 - 8  |
| 26    | 5 décembre  | @ Toronto     | D 102-113      | Jimmy Butler (38)    | Joel Embiid (12)   | Ben Simmons (11)    | Scotiabank Arena        | 17 - 9  |
| 27    | 7 décembre  | @ Détroit     | V 117-111      | Jimmy Butler (38)    | Ben Simmons (14)   | Butler, Simmons (6) | Little Caesars Arena    | 18 - 9  |
| 28    | 10 décembre | Détroit       | V 116-102      | Joel Embiid (24)     | Ben Simmons (10)   | Ben Simmons (7)     | Wells Fargo Center      | 19 - 9  |
| 29    | 12 décembre | Brooklyn      | D 124-127      | Joel Embiid (33)     | Joel Embiid (17)   | Ben Simmons (7)     | Wells Fargo Center      | 19 - 10 |
| 30    | 14 décembre | Indiana       | D 101-113      | Joel Embiid (40)     | Joel Embiid (21)   | T. J. McConnell (5) | Wells Fargo Center      | 19 - 11 |
| 31    | 15 décembre | @ Cleveland   | V 128-105      | Joel Embiid (24)     | Ben Simmons (11)   | Ben Simmons (14)    | Quicken Loans Arena     | 20 - 11 |
| 32    | 17 décembre | @ San Antonio | D 96-123       | Redick, Simmons (16) | Joel Embiid (11)   | Ben Simmons (6)     | AT&T Center             | 20 - 12 |
| 33    | 19 décembre | New York      | V 131-109      | Joel Embiid (24)     | Ben Simmons (12)   | Ben Simmons (10)    | Wells Fargo Center      | 21 - 12 |
| 34    | 22 décembre | Toronto       | V 126-101      | Joel Embiid (27)     | Ben Simmons (12)   | Ben Simmons (8)     | Wells Fargo Center      | 22 - 12 |
| 35    | 24 décembre | @ Boston      | D 114-121 (OT) | Joel Embiid (34)     | Joel Embiid (16)   | Ben Simmons (8)     | TD Garden               | 22 - 13 |
| 36    | 27 décembre | @ Utah        | V 114-97       | J. J. Redick (24)    | Joel Embiid (15)   | Ben Simmons (12)    | Vivint Smart Home Arena | 23 - 13 |
| 37    | 30 décembre | @ Portland    | D 95-129       | Ben Simmons (19)     | Jonah Bolden (8)   | Jimmy Butler (6)    | Moda Center             | 23 - 14 |

| Match | Date match  | Équipe          | Score     | Meilleur marqueur    | Meilleur rebondeur    | Meilleur passeur       | Lieux                      | Série   |
| ----- | ----------- | --------------- | --------- | -------------------- | --------------------- | ---------------------- | -------------------------- | ------- |
| 38    | 1er janvier | @ L.A. Clippers | V 119-113 | Joel Embiid (28)     | Joel Embiid (19)      | Ben Simmons (8)        | Staples Center             | 24 - 14 |
| 39    | 2 janvier   | @ Phoenix       | V 132-127 | Joel Embiid (42)     | Joel Embiid (18)      | McConnell, Simmons (6) | Talking Stick Resort Arena | 25 - 14 |
| 40    | 5 janvier   | Dallas          | V 106-100 | Joel Embiid (25)     | Ben Simmons (14)      | Ben Simmons (11)       | Wells Fargo Center         | 26 - 14 |
| 41    | 8 janvier   | Washington      | V 132-115 | Landry Shamet (29)   | Joel Embiid (10)      | Ben Simmons (9)        | Wells Fargo Center         | 27 - 14 |
| 42    | 9 janvier   | @ Washington    | D 106-123 | Joel Embiid (35)     | Joel Embiid (14)      | Ben Simmons (8)        | Capital One Arena          | 27 - 15 |
| 43    | 11 janvier  | Atlanta         | D 121-123 | Jimmy Butler (30)    | Ben Simmons (10)      | Ben Simmons (15)       | Wells Fargo Center         | 27 - 16 |
| 44    | 12 janvier  | @ New York      | V 108-105 | Joel Embiid (26)     | Ben Simmons (22)      | Ben Simmons (9)        | Madison Square Garden      | 28 - 16 |
| 45    | 15 janvier  | Minnesota       | V 149-107 | Joel Embiid (31)     | Joel Embiid (13)      | Ben Simmons (9)        | Wells Fargo Center         | 29 - 16 |
| 46    | 17 janvier  | @ Indiana       | V 120-96  | Jimmy Butler (27)    | Joel Embiid (13)      | Trois joueurs (8)      | Bankers Life Fieldhouse    | 30 - 16 |
| 47    | 19 janvier  | Oklahoma City   | D 115-117 | Joel Embiid (31)     | Ben Simmons (15)      | Ben Simmons (9)        | Wells Fargo Center         | 30 - 17 |
| 48    | 21 janvier  | Houston         | V 121-93  | Joel Embiid (32)     | Chandler, Embiid (14) | Ben Simmons (6)        | Wells Fargo Center         | 31 - 17 |
| 49    | 23 janvier  | San Antonio     | V 122-120 | Joel Embiid (33)     | Joel Embiid (19)      | Ben Simmons (15)       | Wells Fargo Center         | 32 - 17 |
| 50    | 26 janvier  | @ Denver        | D 110-126 | J. J. Redick (22)    | Ben Simmons (12)      | Landry Shamet (7)      | Pepsi Center               | 32 - 18 |
| 51    | 29 janvier  | @ L.A. Lakers   | V 121-105 | Joel Embiid (28)     | Joel Embiid (11)      | Quatre joueurs (6)     | Staples Center             | 33 - 18 |
| 52    | 31 janvier  | @ Golden State  | V 113-104 | Embiid, Simmons (26) | Joel Embiid (20)      | Butler, Simmons (6)    | Oracle Arena               | 34 - 18 |

| Match                  | Date match | Équipe                | Score     | Meilleur marqueur   | Meilleur rebondeur    | Meilleur passeur | Lieux                   | Série   |
| ---------------------- | ---------- | --------------------- | --------- | ------------------- | --------------------- | ---------------- | ----------------------- | ------- |
| 53                     | 2 février  | @ Sacramento          | D 108-115 | Butler, Embiid (29) | Joel Embiid (17)      | Jimmy Butler (7) | Golden 1 Center         | 34 - 19 |
| 54                     | 5 février  | Toronto               | D 107-119 | Joel Embiid (37)    | Joel Embiid (13)      | Ben Simmons (6)  | Wells Fargo Center      | 34 - 20 |
| 55                     | 8 février  | Denver                | V 117-110 | J. J. Redick (34)   | Joel Embiid (12)      | Ben Simmons (6)  | Wells Fargo Center      | 35 - 20 |
| 56                     | 9 février  | L.A. Lakers           | V 143-120 | Joel Embiid (37)    | Joel Embiid (14)      | Ben Simmons (7)  | Wells Fargo Center      | 36 - 20 |
| 57                     | 12 février | Boston                | D 109-112 | Joel Embiid (23)    | Joel Embiid (14)      | Ben Simmons (5)  | Wells Fargo Center      | 36 - 21 |
| 58                     | 13 février | @ New York            | V 126-111 | Joel Embiid (26)    | Joel Embiid (14)      | Jimmy Butler (8) | Madison Square Garden   | 37 - 21 |
| NBA All-Star Game 2019 |            |                       |           |                     |                       |                  |                         |         |
| 59                     | 21 février | Miami                 | V 106-102 | Tobias Harris (23)  | Boban Marjanović (12) | Jimmy Butler (6) | Wells Fargo Center      | 38 - 21 |
| 60                     | 22 février | Portland              | D 115-130 | Ben Simmons (29)    | Tobias Harris (8)     | Ben Simmons (10) | Wells Fargo Center      | 38 - 22 |
| 61                     | 25 février | @ La Nouvelle-Orléans | V 111-110 | Tobias Harris (29)  | Ben Simmons (12)      | Jimmy Butler (7) | Smoothie King Center    | 39 - 22 |
| 62                     | 28 février | @ Oklahoma City       | V 108-104 | Tobias Harris (32)  | Ben Simmons (13)      | Ben Simmons (11) | Chesapeake Energy Arena | 40 - 22 |

| Match | Date match | Équipe       | Score     | Meilleur marqueur  | Meilleur rebondeur | Meilleur passeur | Lieux              | Série   |
| ----- | ---------- | ------------ | --------- | ------------------ | ------------------ | ---------------- | ------------------ | ------- |
| 63    | 2 mars     | Golden State | D 117-120 | Ben Simmons (25)   | Ben Simmons (15)   | Ben Simmons (11) | Wells Fargo Center | 40 - 23 |
| 64    | 5 mars     | Orlando      | V 114-106 | J. J. Redick (26)  | Ben Simmons (13)   | Ben Simmons (8)  | Wells Fargo Center | 41 - 23 |
| 65    | 6 mars     | @ Chicago    | D 107-108 | Jimmy Butler (22)  | Ben Simmons (11)   | Ben Simmons (7)  | United Center      | 41 - 24 |
| 66    | 8 mars     | @ Houston    | D 91-107  | Tobias Harris (22) | Trois joueurs (9)  | Ben Simmons (10) | Toyota Center      | 41 - 25 |
| 67    | 9 mars     | Indiana      | V 106-89  | Joel Embiid (33)   | Joel Embiid (12)   | Ben Simmons (6)  | Wells Fargo Center | 42 - 25 |
| 68    | 12 mars    | Cleveland    | V 106-99  | Ben Simmons (26)   | Joel Embiid (19)   | Ben Simmons (8)  | Wells Fargo Center | 43 - 25 |
| 69    | 15 mars    | Sacramento   | V 123-114 | Jimmy Butler (22)  | Joel Embiid (17)   | Jimmy Butler (7) | Wells Fargo Center | 44 - 25 |
| 70    | 16 mars    | @ Milwaukee  | V 130-125 | Joel Embiid (40)   | Joel Embiid (15)   | Ben Simmons (9)  | Fiserv Forum       | 45 - 25 |
| 71    | 19 mars    | @ Charlotte  | V 118-114 | Ben Simmons (28)   | Tobias Harris (11) | Jimmy Butler (9) | Spectrum Center    | 46 - 25 |
| 72    | 20 mars    | Boston       | V 118-115 | Joel Embiid (37)   | Joel Embiid (22)   | Ben Simmons (7)  | Wells Fargo Center | 47 - 25 |
| 73    | 23 mars    | @ Atlanta    | D 127-129 | Joel Embiid (27)   | Joel Embiid (12)   | Ben Simmons (9)  | State Farm Arena   | 47 - 26 |
| 74    | 25 mars    | @ Orlando    | D 98-119  | Joel Embiid (20)   | Joel Embiid (10)   | Jimmy Butler (7) | Amway Center       | 47 - 27 |
| 75    | 28 mars    | Brooklyn     | V 123-110 | Joel Embiid (39)   | Joel Embiid (13)   | Ben Simmons (8)  | Wells Fargo Center | 48 - 27 |
| 76    | 30 mars    | @ Minnesota  | V 118-109 | Tobias Harris (25) | Jimmy Butler (13)  | Ben Simmons (9)  | Target Center      | 49 - 27 |

| Match | Date match | Équipe    | Score     | Meilleur marqueur | Meilleur rebondeur  | Meilleur passeur     | Lieux                    | Série   |
| ----- | ---------- | --------- | --------- | ----------------- | ------------------- | -------------------- | ------------------------ | ------- |
| 77    | 1er avril  | @ Dallas  | D 102-122 | J. J. Redick (26) | James Ennis III (8) | Ben Simmons (5)      | American Airlines Center | 49 - 28 |
| 78    | 3 avril    | @ Atlanta | D 122-130 | J. J. Redick (30) | Ben Simmons (15)    | Ben Simmons (8)      | State Farm Arena         | 49 - 29 |
| 79    | 4 avril    | Milwaukee | D 122-128 | Joel Embiid (34)  | Joel Embiid (13)    | Embiid, Simmons (13) | Wells Fargo Center       | 49 - 30 |
| 80    | 6 avril    | @ Chicago | V 116-96  | J. J. Redick (23) | Joel Embiid (10)    | Embiid, Harris (5)   | United Center            | 50 - 30 |
| 81    | 9 avril    | @ Miami   | D 99-122  | Greg Monroe (18)  | Tobias Harris (9)   | Jonathon Simmons (8) | American Airlines Arena  | 50 - 31 |
| 82    | 10 avril   | Chicago   | V 125-109 | Ben Simmons (20)  | Amir Johnson (9)    | Boban Marjanović (6) | Wells Fargo Center       | 51 - 31 |

### Playoffs
| Playoffs Total: 7-5 (Domicile: 4-2; Extérieur: 3-3) |

| Match | Date match | Équipe     | Score     | Meilleur marqueur | Meilleur rebondeur | Meilleur passeur    | Lieux              | Série |
| ----- | ---------- | ---------- | --------- | ----------------- | ------------------ | ------------------- | ------------------ | ----- |
| 1     | 13 avril   | Brooklyn   | D 102-111 | Jimmy Butler (36) | Joel Embiid (15)   | Tobias Harris (6)   | Wells Fargo Center | 0 - 1 |
| 2     | 16 avril   | Brooklyn   | V 145-123 | Joel Embiid (23)  | Joel Embiid (10)   | Ben Simmons (12)    | Wells Fargo Center | 1 - 1 |
| 3     | 19 avril   | @ Brooklyn | V 131-115 | Ben Simmons (31)  | Tobias Harris (16) | Ben Simmons (9)     | Barclays Center    | 2 - 1 |
| 4     | 20 avril   | @ Brooklyn | V 112-108 | Joel Embiid (31)  | Joel Embiid (16)   | Ben Simmons (8)     | Barclays Center    | 3 - 1 |
| 5     | 24 avril   | Brooklyn   | V 122-100 | Joel Embiid (23)  | Joel Embiid (13)   | T. J. McConnell (7) | Wells Fargo Center | 4 - 1 |

| Match | Date match | Équipe    | Score     | Meilleur marqueur | Meilleur rebondeur  | Meilleur passeur  | Lieux Spectateurs  | Série |
| ----- | ---------- | --------- | --------- | ----------------- | ------------------- | ----------------- | ------------------ | ----- |
| 1     | 27 avril   | @ Toronto | D 95-108  | J. J. Redick (16) | Tobias Harris (15)  | Tobias Harris (5) | Scotiabank Arena   | 0 - 1 |
| 2     | 29 avril   | @ Toronto | V 94-89   | Jimmy Butler (30) | Butler, Harris (11) | Trois joueurs (5) | Scotiabank Arena   | 1 - 1 |
| 3     | 2 mai      | Toronto   | V 116-95  | Joel Embiid (33)  | Joel Embiid (10)    | Jimmy Butler (9)  | Wells Fargo Center | 2 - 1 |
| 4     | 5 mai      | Toronto   | D 96-101  | Jimmy Butler (29) | Jimmy Butler (11)   | Joel Embiid (7)   | Wells Fargo Center | 2 - 2 |
| 5     | 7 mai      | @ Toronto | D 89-125  | Jimmy Butler (22) | Ben Simmons (7)     | Jimmy Butler (7)  | Scotiabank Arena   | 2 - 3 |
| 6     | 9 mai      | Toronto   | V 112-101 | Jimmy Butler (25) | Joel Embiid (12)    | Jimmy Butler (8)  | Wells Fargo Center | 3 - 3 |
| 7     | 12 mai     | @ Toronto | D 90-92   | Joel Embiid (21)  | Joel Embiid (11)    | Ben Simmons (5)   | Scotiabank Arena   | 3 - 4 |

### Confrontations en saison régulière
| Conférence Est      | Conférence Est                            | Conférence Est                            | Conférence Est                            | Conférence Est                            | Conférence Ouest                          | Conférence Ouest                          | Conférence Ouest                          |
| Division Atlantique | Division Atlantique                       | Division Atlantique                       | Division Atlantique                       | Division Atlantique                       | Division Nord-Ouest                       | Division Nord-Ouest                       | Division Nord-Ouest                       |
| Équipe              | Domicile                                  | Domicile                                  | Extérieur                                 | Extérieur                                 | Équipe                                    | Domicile                                  | Extérieur                                 |
| ------------------- | ----------------------------------------- | ----------------------------------------- | ----------------------------------------- | ----------------------------------------- | ----------------------------------------- | ----------------------------------------- | ----------------------------------------- |
| Boston              | 109-112                                   | 118-115                                   | 87-105                                    | 114-121 (OT)                              | Denver                                    | 117-110                                   | 110-126                                   |
| Brooklyn            | 124-127                                   | 123-110                                   | 97-122                                    | 127-125                                   | Minnesota                                 | 149-107                                   | 118-109                                   |
| New York            | 117-91                                    | 131-109                                   | 108-105                                   | 126-111                                   | Oklahoma City                             | 115-117                                   | 108-104                                   |
|                     |                                           |                                           |                                           |                                           | Portland                                  | 115-130                                   | 95-129                                    |
| Toronto             | 126-101                                   | 107-119                                   | 112-129                                   | 102-113                                   | Utah                                      | 113-107                                   | 114-97                                    |
|                     | 5–3                                       | 5–3                                       | 3–5                                       | 3–5                                       |                                           | 3–2                                       | 3–2                                       |
| Division            | 8–8                                       | 8–8                                       | 8–8                                       | 8–8                                       | Division                                  | 6–4                                       | 6–4                                       |
| Division Centrale   | Division Centrale                         | Division Centrale                         | Division Centrale                         | Division Centrale                         | Division Pacifique                        | Division Pacifique                        | Division Pacifique                        |
| Équipe              | Domicile                                  | Domicile                                  | Extérieur                                 | Extérieur                                 | Équipe                                    | Domicile                                  | Extérieur                                 |
| Chicago             | 127-108                                   | 125-109                                   | 107-108                                   | 116-96                                    | Golden State                              | 117-120                                   | 113-104                                   |
| Cleveland           | 112-121                                   | 106-99                                    | 128-105                                   |                                           | L.A. Clippers                             | 122-113                                   | 119-113                                   |
| Detroit             | 109-99                                    | 116-102                                   | 132-133 (OT)                              | 117-111                                   | L.A. Lakers                               | 143-120                                   | 121-105                                   |
| Indiana             | 101-113                                   | 106-89                                    | 100-94                                    | 120-96                                    | Phoenix                                   | 119-114                                   | 132-127                                   |
| Milwaukee           | 122-128                                   |                                           | 108-123                                   | 130-125                                   | Sacramento                                | 123-114                                   | 108-115                                   |
|                     | 6–3                                       | 6–3                                       | 6–3                                       | 6–3                                       |                                           | 4–1                                       | 4–1                                       |
| Division            | 12–6                                      | 12–6                                      | 12–6                                      | 12–6                                      | Division                                  | 8–2                                       | 8–2                                       |
| Division Sud-Est    | Division Sud-Est                          | Division Sud-Est                          | Division Sud-Est                          | Division Sud-Est                          | Division Sud-Ouest                        | Division Sud-Ouest                        | Division Sud-Ouest                        |
| Équipe              | Domicile                                  | Domicile                                  | Extérieur                                 | Extérieur                                 | Équipe                                    | Domicile                                  | Extérieur                                 |
| Atlanta             | 113-92                                    | 121-123                                   | 127-129                                   | 122-130                                   | Dallas                                    | 106-100                                   | 102-122                                   |
| Charlotte           | 105-103                                   | 133-132 (OT)                              | 122-119 (OT)                              | 118-114                                   | Houston                                   | 121-93                                    | 91-107                                    |
| Miami               | 106-102                                   |                                           | 124-114                                   | 99-122                                    | Memphis                                   | 103-95                                    | 106-112 (OT)                              |
| Orlando             | 116-115                                   | 114-106                                   | 106-111                                   | 98-119                                    | La Nouvelle-Orléans                       | 121-120                                   | 111-110                                   |
| Washington          | 123-98                                    | 132-115                                   | 106-123                                   |                                           | San Antonio                               | 122-120                                   | 96-123                                    |
|                     | 8–1                                       | 8–1                                       | 3–6                                       | 3–6                                       |                                           | 5–0                                       | 1–4                                       |
| Division            | 11–7                                      | 11–7                                      | 11–7                                      | 11–7                                      | Division                                  | 6–4                                       | 6–4                                       |
| Conférence          | 31–21 (Domicile: 19–7; Extérieur: 12–14)  | 31–21 (Domicile: 19–7; Extérieur: 12–14)  | 31–21 (Domicile: 19–7; Extérieur: 12–14)  | 31–21 (Domicile: 19–7; Extérieur: 12–14)  | Conférence                                | 20–10 (Domicile: 12–3; Extérieur: 8–7)    | 20–10 (Domicile: 12–3; Extérieur: 8–7)    |
| Total               | 51–31 (Domicile: 31–10; Extérieur: 20–21) | 51–31 (Domicile: 31–10; Extérieur: 20–21) | 51–31 (Domicile: 31–10; Extérieur: 20–21) | 51–31 (Domicile: 31–10; Extérieur: 20–21) | 51–31 (Domicile: 31–10; Extérieur: 20–21) | 51–31 (Domicile: 31–10; Extérieur: 20–21) | 51–31 (Domicile: 31–10; Extérieur: 20–21) |

## Classements de la saison régulière
| Conférence Est | Conférence Est         | Conférence Est | Conférence Est | Conférence Est | Conférence Est | Conférence Est | Conférence Est |
| No             | Franchise              | Vic.           | Déf.           | MJ             | V/D            | GB             |                |
| -------------- | ---------------------- | -------------- | -------------- | -------------- | -------------- | -------------- | -------------- |
| 1              | Bucks de Milwaukee     | 60             | 22             | 82             | .732           | –              |                |
| 2              | Raptors de Toronto     | 58             | 24             | 82             | .707           | 2              |                |
| 3              | 76ers de Philadelphie  | 51             | 31             | 82             | .622           | 9              |                |
| 4              | Celtics de Boston      | 49             | 33             | 82             | .598           | 11             |                |
| 5              | Pacers de l'Indiana    | 48             | 34             | 82             | .585           | 12             |                |
| 6              | Nets de Brooklyn       | 42             | 40             | 82             | .512           | 18             |                |
| 7              | Magic d'Orlando        | 42             | 40             | 82             | .512           | 18             |                |
| 8              | Pistons de Détroit     | 41             | 41             | 82             | .500           | 19             |                |
|                |                        |                |                |                |                |                |                |
| 9              | Hornets de Charlotte   | 39             | 43             | 82             | .476           | 21             |                |
| 10             | Heat de Miami          | 39             | 43             | 82             | .476           | 21             |                |
| 11             | Wizards de Washington  | 32             | 50             | 82             | .390           | 28             |                |
| 12             | Hawks d'Atlanta        | 29             | 53             | 82             | .354           | 31             |                |
| 13             | Bulls de Chicago       | 22             | 60             | 82             | .268           | 38             |                |
| 14             | Cavaliers de Cleveland | 19             | 63             | 82             | .232           | 41             |                |
| 15             | Knicks de New York     | 17             | 65             | 82             | .207           | 43             |                |

| Division Atlantique       | V  | D  | MJ | V/D  | GB | Dom   | Ext   | Div  |
| ------------------------- | -- | -- | -- | ---- | -- | ----- | ----- | ---- |
| Raptors de Toronto (2)    | 58 | 24 | 82 | .707 | –  | 32–9  | 26–15 | 12–4 |
| 76ers de Philadelphie (3) | 51 | 31 | 82 | .622 | 7  | 31–10 | 20–21 | 8–8  |
| Celtics de Boston (4)     | 49 | 33 | 82 | .598 | 9  | 28–13 | 21–20 | 10–6 |
| Nets de Brooklyn (6)      | 42 | 40 | 82 | .512 | 16 | 23–18 | 19–22 | 8–8  |
| Knicks de New York (15)   | 17 | 65 | 82 | .207 | 41 | 9–32  | 8–33  | 2–14 |

## Effectif
| 76ers de Philadelphie Effectif en fin de saison régulière      |    |                        |                            |                          |
| Entraîneur : Brett Brown                                       |    |                        |                            |                          |
| Ailier fort                                                    | 43 | Drapeau des États-Unis | Jonah Bolden (R)           | UCLA                     |
| Arrière / Ailier                                               | 23 | Drapeau des États-Unis | Jimmy Butler               | Marquette                |
| Pivot                                                          | 21 | Drapeau du Cameroun    | Joel Embiid (C)            | Kansas                   |
| Ailier                                                         | 11 | Drapeau des États-Unis | James Ennis III            | Long Beach State         |
| Ailier / Ailier fort                                           | 33 | Drapeau des États-Unis | Tobias Harris              | Tennessee                |
| Ailier                                                         | 7  | Drapeau des États-Unis | Haywood Highsmith (R) (TW) | Wheeling Jesuit (en)     |
| Ailier fort / Pivot                                            | 5  | Drapeau des États-Unis | Amir Johnson               | Westchester              |
| Arrière / Ailier                                               | 30 | Drapeau de la Turquie  | Furkan Korkmaz             | Adadolu Efes             |
| Pivot                                                          | 51 | Drapeau de la Serbie   | Boban Marjanović           | Étoile rouge de Belgrade |
| Meneur                                                         | 12 | Drapeau des États-Unis | T. J. McConnell            | Arizona                  |
| Meneur / Arrière                                               | 18 | Drapeau des États-Unis | Shake Milton (R) (TW)      | SMU                      |
| Pivot                                                          | 55 | Drapeau des États-Unis | Greg Monroe                | Georgetown               |
| Arrière                                                        | 17 | Drapeau des États-Unis | J. J. Redick               | Duke                     |
| Ailier fort                                                    | 1  | Drapeau des États-Unis | Mike Scott                 | Virginia                 |
| Meneur / Ailier / Ailier fort                                  | 25 | Drapeau de l'Australie | Ben Simmons                | LSU                      |
| Arrière / Ailier                                               | 14 | Drapeau des États-Unis | Jonathon Simmons           | Houston                  |
| Arrière                                                        | 8  | Drapeau des États-Unis | Zhaire Smith (R)           | Texas Tech               |
| (C) - Capitaine, (R) - Rookie, (TW) - Two-way contract, Blessé |    |                        |                            |                          |

## Transactions

### Échanges
| 21 juin 2018 (Jour de la draft) | A 76ers de PhiladelphieDroits sur Zhaire Smith (#16) Premier tour de draft 2021 (de Miami)                             | A Suns de PhoenixDroits sur Mikal Bridges (#10) |
| 21 juin 2018 (Jour de la draft) | A 76ers de PhiladelphieDeux futurs second tour de draft                                                                | A Pistons de DétroitDroits sur Khyri Thomas (#38) |
| 21 juin 2018 (Jour de la draft) | A 76ers de PhiladelphieDroits sur Shake Milton (#54)                                                                   | A Mavericks de DallasDroits sur Ray Spalding (#56) Droits sur Kostas Antetokounmpo (#60) |
| 6 juillet 2018                  | A 76ers de PhiladelphieSecond tour de draft 2019 (de Chicago) Compensation financière de 1 500 000 $                   | A Lakers de Los AngelesDroits sur Isaac Bonga (#39) |
| 6 juillet 2018                  | A 76ers de PhiladelphieWilson Chandler Second tour de draft 2021 Droit d'échange du second tour de draft 2022          | A Nuggets de DenverCompensation financière de 110,000 $ |
| 20 juillet 2018                 | A 76ers de PhiladelphieCompensation financière de 1 000 000 $                                                          | A Suns de PhoenixRichaun Holmes |
| 25 juillet 2018                 | A 76ers de PhiladelphieMike Muscala (D'Atlanta)                                                                        | A Hawks d'AtlantaCarmelo Anthony (D'Oklahoma City) Justin Anderson (De Philadelphie) Premier tour de draft 2022 protégé (D'Oklahoma City)                                                                              |
| 25 juillet 2018                 | A Thunder d'Oklahoma CityDennis Schröder (D'Atlanta) Timothé Luwawu-Cabarrot (De Philadelphie)                         | |
| 12 novembre 2018                | A 76ers de PhiladelphieJimmy Butler Justin Patton                                                                      | A Timberwolves du MinnesotaJerryd Bayless Robert Covington Dario Šarić Second tour de draft 2022 |
| 6 février 2019                  | A 76ers de PhiladelphieTobias Harris Boban Marjanović Mike Scott                                                       | A Clippers de Los AngelesWilson Chandler Mike Muscala Landry Shamet Premier tour de draft 2020 (protégé) Premier tour de draft 2021 de Miami Second tour de draft 2021 de Détroit Second tour de draft 2023 de Détroit |
| 6 février 2019                  | A 76ers de PhiladelphieMalachi Richardson Droits sur Emir Preldžič (2009 #57) Second tour de draft 2022                | A Raptors de TorontoCompensation financière de 110,000 $ |
| 7 février 2019                  | A 76ers de PhiladelphieJames Ennis III                                                                                 | A Rockets de HoustonDroit d'échange du second tour de draft 2021 |
| 7 février 2019                  | A 76ers de PhiladelphieJonathon Simmons Second tour de draft 2019 Premier tour de draft 2020 d'Oklahoma City (protégé) | A Magic d'OrlandoMarkelle Fultz |

### Joueurs qui re-signent
| Date       | Joueur       | Contrat                           |
| ---------- | ------------ | --------------------------------- |
| 06/07/2018 | J. J. Redick | Contrat de 12 250 000 $ sur 1 an. |
| 16/07/2018 | Amir Johnson | Contrat de 2 393 887 $ sur 1 an.  |

### Options dans les contrats
| Date       | Joueur         | Option                                                                            |
| ---------- | -------------- | --------------------------------------------------------------------------------- |
| 29/10/2018 | Markelle Fultz | Philadelphie active son option d'équipe de 9 745 200 $ pour la saison 2019-2020.  |
| 29/10/2018 | Dario Šarić    | Philadelphie active son option d'équipe de 3 481 986 $ pour la saison 2019-2020.  |
| 29/10/2018 | Ben Simmons    | Philadelphie active son option d'équipe de 8 113 930 $ pour la saison 2019-2020.  |
| 31/10/2018 | Furkan Korkmaz | Philadelphie décline son option d'équipe de 2 033 160 $ pour la saison 2019-2020. |

### Arrivés

#### Draft
| Date       | Joueur              | Contrat                                                 | Provenance                       |
| ---------- | ------------------- | ------------------------------------------------------- | -------------------------------- |
| 02/07/2018 | Zhaire Smith        | Contrat rookie de 13 791 056 $ sur 4 ans.               | Red Raiders de Texas Tech (NCAA) |
| 04/07/2018 | Landry Shamet       | Contrat rookie de 11 305 026 $ sur 4 ans.               | Shockers de Wichita State (NCAA) |
| 24/07/2018 | Jonah Bolden (2017) | Contrat partiellement garanti de 7 000 000 $ sur 4 ans. | Maccabi Tel-Aviv                 |

#### Agents libres
| Date       | Joueur      | Contrat                                          | Provenance        |
| ---------- | ----------- | ------------------------------------------------ | ----------------- |
| 04/04/2019 | Greg Monroe | Contrat de 85 640 $ jusqu'à la fin de la saison. | Celtics de Boston |

#### Two-way contract
| Date       | Joueur            | Provenance                            |
| ---------- | ----------------- | ------------------------------------- |
| 26/07/2017 | Shake Milton      | Mustangs de SMU (NCAA)                |
| 27/07/2017 | Demetrius Jackson | 76ers de Philadelphie                 |
| 08/01/2019 | Haywood Highsmith | Blue Coats du Delaware (NBA G-League) |

#### Contrats de 10 jours
| Date       | Joueur       | Contrat                                   | Provenance              |
| ---------- | ------------ | ----------------------------------------- | ----------------------- |
| 15/01/2019 | Corey Brewer | Contrat de 135 248 $ sur 10 jours.        | Thunder d'Oklahoma City |
| 25/01/2019 | Corey Brewer | Second contrat de 135 248 $ sur 10 jours. | 76ers de Philadelphie   |

#### Camps d'entraînement
| Date       | Joueur         | Contrat                             | Provenance                            |
| ---------- | -------------- | ----------------------------------- | ------------------------------------- |
| 03/08/2018 | Norvel Pelle   | Contrat non garanti de 838,464 $.   | Auxilium Pallacanestro Torino         |
| 28/08/2018 | Anthony Brown  | Contrat non garanti de 1 567 007 $. | Wolves de l'Iowa (NBA G League)       |
| 21/09/2018 | Emeka Okafor   | Contrat non garanti de 2 383 887 $. | Pelicans de La Nouvelle-Orléans       |
| 10/10/2018 | D. J. Hogg     | Contrat non garanti de 838,464 $.   | Aggies du Texas (NCAA)                |
| 10/10/2018 | Matt Farrell   | Contrat non garanti de 838,464 $.   | Fighting Irish de Notre-Dame (NCAA)   |
| 12/10/2018 | Cory Jefferson | Contrat non garanti de 1 512 601 $. | Olimpia Milan                         |
| 12/10/2018 | Darin Johnson  | Contrat non garanti de 838,464 $.   | Blue Coats du Delaware (NBA G League) |

### Départs

#### Agents libres
| Date       | Joueur          | Nouvelle équipe      |
| ---------- | --------------- | -------------------- |
| 01/07/2018 | Marco Belinelli | Spurs de San Antonio |
| 01/07/2018 | Ersan İlyasova  | Bucks de Milwaukee   |
| 03/02/2019 | Corey Brewer    | Kings de Sacramento  |

#### Joueurs coupés
| Date       | Joueur             | Nouvelle équipe ¹               |
| ---------- | ------------------ | ------------------------------- |
| 06/01/2019 | Demetrius Jackson  | Beijing Ducks                   |
| 07/02/2019 | Malachi Richardson | Charge de Canton (NBA G-League) |
| 03/04/2019 | Justin Patton      |                                 |

¹ Il s'agit de l’équipe pour laquelle le joueur a signé après son départ, il a pu entre-temps changer d'équipe ou encore de pays.

#### Non retenu après les camps d’entraînements
| Date       | Joueur         |
| ---------- | -------------- |
| 10/10/2018 | Anthony Brown  |
| 10/10/2018 | Norvel Pelle   |
| 12/10/2018 | Matt Farrell   |
| 12/10/2018 | D. J. Hogg     |
| 13/10/2018 | Emeka Okafor   |
| 13/10/2018 | Cory Jefferson |
| 13/10/2018 | Darin Johnson  |

## Joueurs "agents libres" à la fin de la saison
| Joueur           | Fin de saison |
| ---------------- | ------------- |
| Amir Johnson     | Agent libre   |
| Tobias Harris    | Agent libre   |
| Furkan Korkmaz   | Agent libre   |
| Boban Marjanović | Agent libre   |
| T. J. McConnell  | Agent libre   |
| Greg Monroe      | Agent libre   |
| J. J. Redick     | Agent libre   |
| Mike Scott       | Agent libre   |

### Options en fin de saison
| Joueur          | Fin de saison    |
| --------------- | ---------------- |
| Jimmy Butler    | Option joueur.   |
| James Ennis III | Option joueur.   |
| Ben Simmons     | Option d'équipe. |

## Récompenses
| Date                    | Joueur      | Récompense                                   |
| ----------------------- | ----------- | -------------------------------------------- |
| 31 décembre – 6 janvier | Joel Embiid | Joueur de la semaine dans la conférence Est. |
| Janvier                 | Joel Embiid | Joueur du mois dans la conférence Est.       |
| 25 février – 3 mars     | Ben Simmons | Joueur de la semaine dans la conférence Est. |
| 15 février              | Ben Simmons | ☆ Rising Stars Challenge - Team World ☆      |
| 17 février              | Joel Embiid | ☆ All-Star 2019 ☆                            |
| 17 février              | Ben Simmons | ☆ All-Star 2019 ☆                            |